# ピーター・ドロンケ
ピーター・ドロンケ（Ernst Peter Michael Dronke、1934年5月30日 - 2020年4月19日）は、英語圏で活動した中世ヨーロッパ文学者、ケンブリッジ大学教授。イギリス学士院のフェロー（FBA）。

## 生涯
ドイツのケルンに生まれ、一家でニュージーランドに移転、ヴィクトリア大学ウェリントン卒、同大学修士課程修了、1955年オックスフォード大学で博士号取得。1961年からケンブリッジ大学教員。1984年英国学士院会員。1961年にアーシュラ・ブラウン（アーシュラ・ドロンケ）と結婚。
1968年に『中世ヨーロッパの歌』で、恋愛詩は12世紀に始まったとするシャルル・セニョボス（fr:Charles Seignobos）らの説を徹底的に批判、それ以前からヨーロッパ全体に恋愛詩が存在したとし、現在では定説となっている。

## 著作
日本語訳
- 『中世ヨーロッパの歌』高田康成訳 水声社 2004
- 『中世ラテンとヨーロッパ恋愛抒情詩の起源』瀬谷幸男監訳 和治元義博訳 論創社 2012